# Terri Attwood
Pour les articles homonymes, voir Attwood.
Teresa K. Attwood est professeure de Bio-informatique au Département d'informatique et à l'École des sciences biologiques de l'Université de Manchester et chercheuse invitée à l'Institut européen de bio-informatique. Elle est titulaire d'une Bourse de recherche universitaire de la Royal Society à l'University College de Londres de 1993 à 1999 et à l'Université de Manchester de 1999 à 2002.

## Éducation
Attwood obtient son baccalauréat ès sciences en biophysique de l'Université de Leeds en 1982. Elle obtient un doctorat, également en biophysique, deux ans plus tard, en 1984 sous la direction de John E. Lydon  étudiant les mésophases chromoniques.

## Recherche et carrière
Attwood entreprend des recherches postdoctorales à Leeds jusqu'en 1993, date à laquelle elle part à l'University College de Londres pendant cinq ans avant de partir à l'Université de Manchester en 1999. Ses recherches portent sur l'Alignement de séquences protéiques et l'analyse des protéines.
Inspiré par la création de PROSITE, Attwood développe une méthode d'empreinte protéique et l'utilise pour établir la base de données PRINTS,,. Avec Amos Bairoch (en), elle cherche à unifier les travaux sur la classification et l'annotation des familles de protéines, obtenant finalement conjointement une subvention de l'Union européenne avec Rolf Apweiler pour établir InterPro, avec Pfam, ProDom et Swiss-Prot/TrEMBL en tant que partenaires du consortium en 1997.
Attwood dirige des projets majeurs, notamment le consortium d'exploration de texte BioMinT FP5 le consortium d'enseignement de la bioinformatique EMBER (notamment l'EBI et l'Institut suisse de bioinformatique en tant que partenaires) et la plate-forme EPSRC PARADIGM. Elle est l'investigatrice principale de Manchester sur les projets SeqAhead (réseau d'analyse de données de séquençage de nouvelle génération) et AllBio (infrastructure bioinformatique pour les sciences unicellulaires, animales et végétales) et a également été PI de Manchester sur EMBRACE  et EuroKUP (protéomique rénale et urinaire). Attwood est membre du comité de stratégie de formation en bioinformatique d'ELIXIR (groupe de travail 11)  pendant la phase préparatoire d'ELIXIR. Elle est maintenant présidente du réseau mondial de bioinformatique EMBnet, membre du conseil d'administration de l'International Society for Computational Biology. En 2012, elle dirige la création d'un GOBLET (Organisation mondiale pour l'apprentissage, l'éducation et la formation en bioinformatique), avec les principales sociétés, réseaux et organisations de bioinformatique, de biologie computationnelle et de biocuration comme partenaires. Depuis2016, Attwood est présidente du conseil d'administration de GOBLET,.
En plus d'être bioconservatrice ,, elle co-développe des outils pour aligner et visualiser des séquences et des structures de protéines, notamment Ambrosia et CINEMA,. Le groupe construit des composants logiciels réutilisables pour créer des applications bioinformatiques utiles via UTOPIA (outils bioinformatiques), et développe de nouvelles approches pour l'annotation automatique et l'exploration de texte, comme PRECIS, METIS, BioIE, et les approches sémantiques de l'intégration de données, comme le Semantic Biochemical Journal  publié par Portland Press.
Attwood enseigne en premier cycle et en troisième cycle et est conseiller doctoral ou co-superviseur de plusieurs doctorants (par exemple, Manuel Corpas). Attwood est co-auteur de plusieurs chapitres de livres et de trois manuels de bioinformatique populaires : Introduction to Bioinformatics  et Bioinformatics and Molecular Evolution. Attwood est co-auteur du manuel de Bio-informatique Bioinformatics Challenges at the Interface of Biology and Computer Science: Mind the Gap avec Steve Pettifer et Dave Thorne.
Attwood est titulaire d'une Bourse de recherche universitaire de la Royal Society (URF) de 1993 à 2002.